# آماندا کالین
آماندا کالین (انگلیسی: Amanda Collin؛ زادهٔ ۴ مارس ۱۹۸۶) بازیگر اهل دانمارک است. وی از سال ۲۰۱۱ میلادی تاکنون مشغول فعالیت بوده‌است.
از فیلم‌ها یا برنامه‌های تلویزیونی که وی در آن نقش داشته‌است می‌توان به سرزمین موعود، سرزمین تاریک، بزرگ‌شده توسط گرگ‌ها اشاره کرد.